# William Wallace (matematiker)

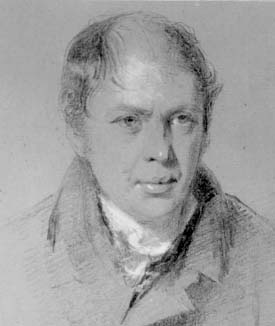
Porträtt föreställande William Wallace. Krit- och pennteckning av Andrew Geddes (1783–1844).

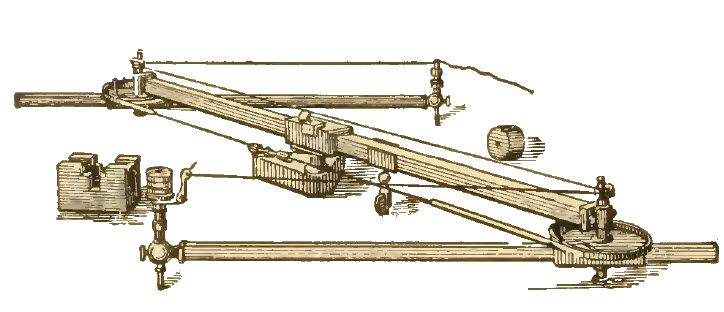
Eidograf.

William Wallace, född den 23 september 1768 i Dysart, Fife, död den 28 april 1843 i Edinburgh, var en skotsk matematiker och astronom. Han är mest känd som upptäckaren av vad som, genom ett misstag, kommit att kallas Simsons linje. Han var också den förste britt som använde Leibniz differentialnotation konsekvent (i en artikel i Edinburgh Encyclopaedia 1815).
1819 efterträdde Wallace John Leslie som professor i matematik vid universitetet i Edinburgh, en position han höll fram till 1838, då han avträdde av hälsoskäl.
1831 uppfann Wallace den så kallade eidografen, en mindre skrymmande typ av pantograf.